# Platylyra californica
Platylyra californica är en insektsart som beskrevs av Scudder, S.H. 1898. Platylyra californica ingår i släktet Platylyra och familjen vårtbitare. Inga underarter finns listade i Catalogue of Life.